# Cuesta de Laja
Cuesta de Laja är en ort i Mexiko.   Den ligger i kommunen San Andrés Tuxtla och delstaten Veracruz, i den sydöstra delen av landet, 400 km öster om huvudstaden Mexico City. Cuesta de Laja ligger 165 meter över havet och antalet invånare är 1 195.
Terrängen runt Cuesta de Laja är platt västerut, men österut är den kuperad. Runt Cuesta de Laja är det ganska glesbefolkat, med 47 invånare per kvadratkilometer. Närmaste större samhälle är San Andres Tuxtla, 17,3 km norr om Cuesta de Laja. Omgivningarna runt Cuesta de Laja är en mosaik av jordbruksmark och naturlig växtlighet.